# Shiinoa elagata
Shiinoa elagata is een eenoogkreeftjessoort uit de familie van de Shiinoidae. De wetenschappelijke naam van de soort is voor het eerst geldig gepubliceerd in 1976 door Cressey.